# エズニス航空

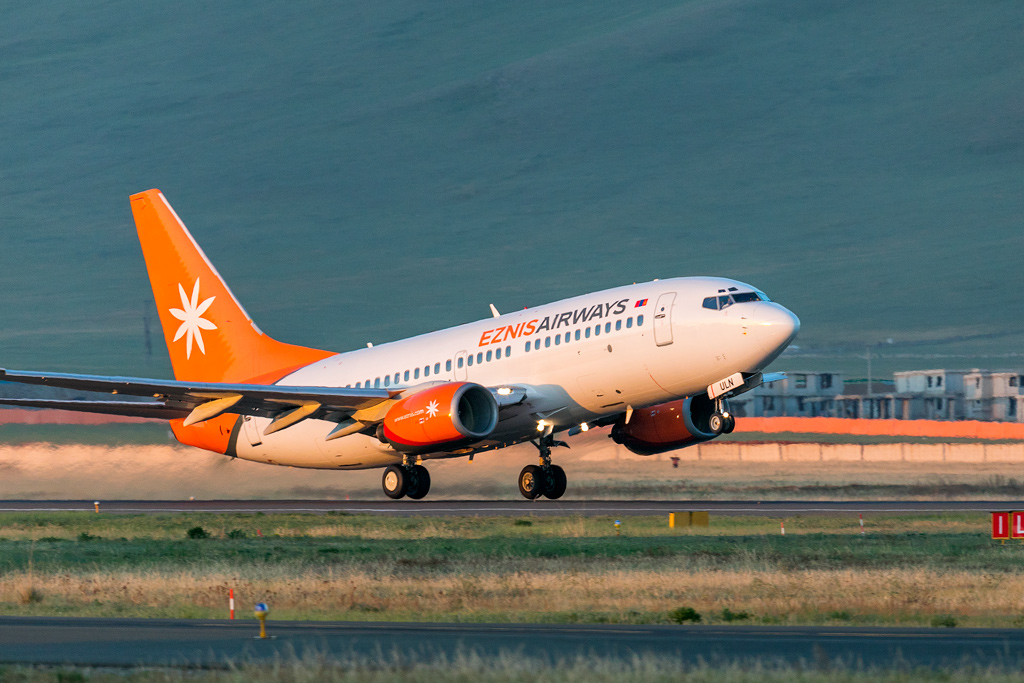
エズニス航空のボーイング737-700

エズニス航空（モンゴル語: Изинис Эйрвэйз, 英語: Eznis Airways)は、モンゴルの航空会社である。2014年5月、運航を停止し、2019年格安航空会社として営業を再開した。

## 概要
モンゴル国内線では最大規模の航空会社であった。全日本空輸と戦略的パートナーシップを締結していた。

## 就航都市

### 国内線
- モンゴル
  - ウランバートルアルタイ（アルタイ空港）
  - バヤンホンゴル（バヤンホンゴル空港）
  - ブルガン（ブルガン空港）
  - チョイバルサン（チョイバルサン空港）
  - ダルンザドガド（ダルンザドガド空港）
  - カラコルム（カラコルム空港）
  - ホフド（ホブド空港）
  - マンダルゴビ（マンダルゴビ空港）
  - ムルン（ムルン空港）
  - ウルギー（ウルギー空港）
  - オボート（オボート・トルゴイ空港）
  - ウラーンゴム（ウラーンゴム空港）
  - ウランバートル（ボヤント・オハー国際空港・チンギスハーン国際空港）
  - ウリヤスタイ（ドノイ空港）

### 国際線
- 香港: 香港
- 大韓民国: 釜山

- 中国:フルンボイル市（フルンボイル・ハイラル国際空港）
- ロシア:ウラン・ウデ（バイカル国際空港）

## 機材
- ボーイング737-700 2機
- アブロ RJ85 2機
- ボンバルディア DHC-8-Q400 1機
- サーブ 340B 4機
- DHC-8-Q400は元エアーセントラル(現・ANAウイングス)所属でJA849Aのレジであった。全日空機高知空港胴体着陸事故の事故機であり、事故後にボンバルディア社に買い戻されている。
- EI-GVW
- EI-ULN